# Хаболово (озеро)
Хаболово (фин. Haapalanjärvi) — озеро в Кингисеппском районе Ленинградской области России.
Площадь водоёма составляет 5 км², водосборная площадь — 209 км². Максимальная глубина достигает 8 м. В озеро впадают протоки Святая (из озера Бабинского), Огневица (из озера Судачье), река Сепка. На севере из озера вытекает река Хаболовка, немного восточнее на берегу озера расположена деревня Хаболово.
В первые месяцы Великой Отечественной войны озеро использовалось в качестве водного аэродрома, на котором базировалась 18-я отдельная авиационная эскадрилья ВВС Балтийского флота.